# 1767 na música

## Eventos
- Christoph Willibald Gluck - Alceste (ópera).
- Jean-Jacques Rousseau - Dicionário da Música.
- Wolfgang Amadeus Mozart completa a sua primeira ópera, Apollo et Hyacinthus.

## Nascimentos
| Data           | Nome                       | Profissão  | Nacionalidade  | Observações | Ref |
| -------------- | -------------------------- | ---------- | -------------- | ----------- | --- |
| 22 de Setembro | José Maurício Nunes Garcia | compositor | Brasil Colônia | m. 1830     |     |

## Mortes
| Data        | Nome                   | Profissão           | Nacionalidade | Observações | Ref |
| ----------- | ---------------------- | ------------------- | ------------- | ----------- | --- |
| 25 de Junho | Georg Philipp Telemann | compositor e músico | Alemanha      | n. 1681     |     |